# Missioneres Esclaves de l'Immaculat Cor de Maria
Les Missioneres Esclaves de l'Immaculat Cor de Maria formen una congregació religiosa de germanes, institut catòlic de perfecció, fundada a Lleida en 1862 i dedicada a l'atenció a les dones marginades i l'ensenyament. Les germanes que en formen part posposen al seu nom les sigles M.E.I.C.M.

## Història
La fundació de la congregació es deu a Esperança González i Puig, lleidatana que va adonar-se de la marginalitat en què vivien moltes joves, tant en l'àmbit laboral com familiar i que feia que moltes caiguessin en haver de prostituir-se per a guanyar-se la vida; hi havia, doncs, la necessitat de fer-les útils per a elles mateixes i per a la societat, tornant a guanyar la llibertat i la dignitat. Amb el suport del seu germà, sacerdot, va començar a treballar per crear un institut on formar aquestes noies i donar-les instruments per a canviar de vida. Van instal·lar una llar d'acollida a la casa i l'horta heretats del seu pare, a Lleida.
El 19 de juny de 1862 vestiren l'hàbit de la congregació la fundadora, Esperança González, i tres joves més: Mercè Arqués, Lluïsa Martí i Assumpció Calderó. Esperança en fou nomenada superiora. Començava així l'institut de les Missioneres Esclaves de l'Immaculat Cor de Maria: l'objectiu, a banda de la pròpia santificació, era pregar per l'Església i exercitar la caritat, especialment l'atenció a la dona marginada. El 21 de juny de 1865, obtinguda ja l'aprovació reial, hi professà un grup de noves germanes; el 1867, ja n'eren 27, i 58 les dones que hi havien estat acollides.
En 1863 va obtenir l'aprovació diocesana, i en 1887 el decretum laudis pontifici; en 1896 va rebre l'aprovació pontifícia de Lleó XIII i l'aprovació definitiva de les constitucions el 1901.
Des del principi les religioses iniciaren la tasca de l'educació cristiana de nenes i joves, fent alhora tasques assistencials de caritat i d'educació. El 27 de març de 1879, fundà una casa a Figueres (Alt Empordà, Girona) i el 20 de novembre de 1884, obrí el col·legi de Jaca (Osca) per a senyoretes. Seguí la casa-asil de Maó (Menorca) el 3 de febrer de 1887 i més tard s'hi obrí un col·legi que atenia alhora les nenes de la Junta de Protecció de Menors.
El 1967 va obrir-se una casa a l'Argentina, en una regió pobra i necessitada, i estenent-se després per altres països de Sud-amèrica.

## Activitat i difusió
Les Missioneres Esclaves de l'Immaculat Cor de Maria tenen per missió acollir i ajudar les dones i joves marginades, la protecció de menors i l'ensenyament. La congregació té centres residencials per a nens i joves, cases d'acollida, centres educatius, residències i missions; en conjunt, tretze col·legis i catorze centres de protecció o cases d'acollida.
Són presents a Espanya, Argentina, Paraguai i Costa Rica. Durant deu anys van estar a les Filipines. La casa mare és a Lleida (Av. Catalunya, núm. 14) i la casa general a Madrid.